# Пятнистости растений

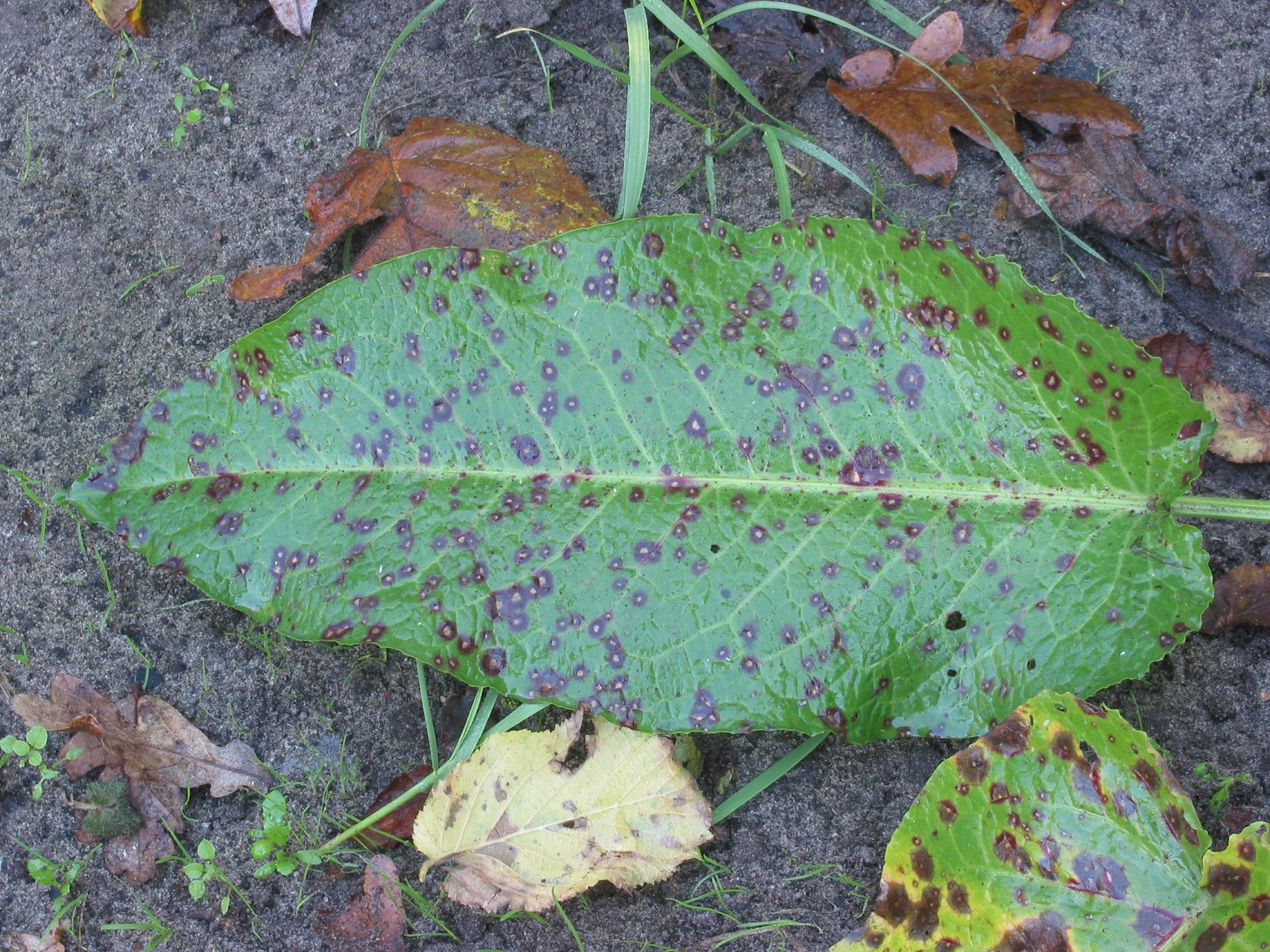
Пятнистость на листьях щавеля туполистного

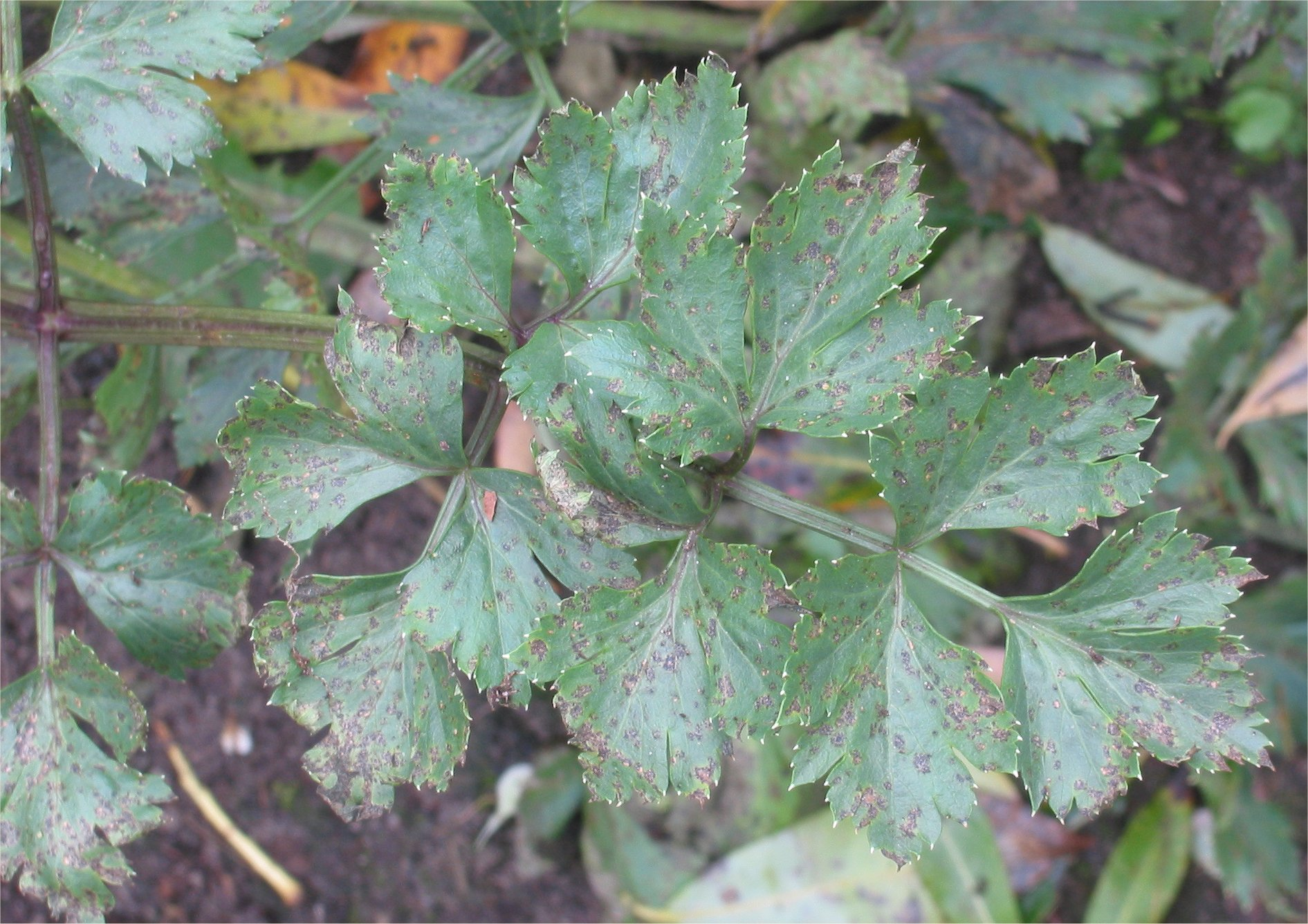
Пятнистость на листьях сельдерея пахучего

Пятнистости — группа болезней растений, общим симптомом которых является образование на поражённых органах пятен, состоящих из отмершей ткани. Чаще всего поражаются листья.
Причины возникновения пятнистости могут быть инфекционные (вызванные патогенными грибами, бактериями, вирусами) или неинфекционные (солнечные или химические ожоги, недостаток элементов питания, загрязнённость воздуха и т. п.). Внешний вид и цвет пятен (бурый, жёлтый, чёрный, серый, белый, красный) зависят от того, чем они вызваны. Но в любом случае пятна, уменьшая фотосинтетическую поверхность растения, ослабляют его, снижают его продуктивность и декоративные качества, а также способствуют преждевременному опаданию листьев.
Из инфекционных пятнистостей наиболее часто встречаются:
— чёрная пятнистость роз (возбудитель — Marssonina rosae): на листьях появляются круглые тёмные (вплоть до чёрных) пятна, которые постепенно разрастаются, причём снижается интенсивность цветения;
— некротическая пятнистость (возбудитель — Tobacco ringspot virus): поражает около 250 видов растений, переносится клещами, нематодами, трипсами и пр.;
— оливковая (бурая) пятнистость огурца (возбудитель — Cladosporium cucumerinum): поражаются преимущественно плоды, реже листья; пятна на плодах мелкие, водянистые, постепенно увеличиваются в размерах, кожица плода растрескивается, и на поверхности выступают капли;
— белая пятнистость томатов (возбудитель — Septoria lycopersici): на нижних листьях появляются коричневые пятна, центр которых постепенно становится белым, а по краям остаётся коричневая кайма; иногда пятна образуются на стеблях и плодах;
— чёрная кольцевая пятнистость капусты (возбудитель — Brassica virus 1): поражает множество растений семейства крестоцветных; характеризуется чёрными некротическими пятнышками или полосками близ жилок, а на более поздней стадии — зеленовато-коричневыми пятнами с чёрной вдавленной каймой.
Кроме того, выделяются такие пятнистости, как бактериальная пятнистость ячменя, чёрная бактериальная пятнистость томатов, белая пятнистость листьев малины, бурая пятнистость листьев груши, жёлтая пятнистость люцерны, кольцевая пятнистость табака, серая угловатая пятнистость листьев фасоли, сухая пятнистость листьев картофеля, чёрная пятнистость листьев цитрусовых и пр.
Меры защиты — использование устойчивых сортов, протравливание семян, дезинфекция саженцев и почвы.